# Sergej Petuchov
Sergej Aleksandrovič Petuchov (in russo Сергей Петухов?; 22 dicembre 1983) è un velocista russo.

## Palmarès
| Anno | Manifestazione  | Sede       | Evento  | Risultato | Prestazione | Note |
| ---- | --------------- | ---------- | ------- | --------- | ----------- | ---- |
| 2010 | Europei         | Barcellona | 4×400 m | Oro       | 3'02"14     |      |
| 2011 | Europei indoor  | Parigi     | 4×400 m | 4º        | 3'06"99     |      |
| 2012 | Mondiali indoor | Istanbul   | 4×400 m | 4º        | 3'07"35     |      |
| 2013 | Mondiali        | Mosca      | 4×400 m | dq        | dq          |      |
| 2014 | World Relays    | Nassau     | 4×400 m | Batteria  | 3'05"00     |      |